# أيزاياه جرينهاوس
أيزاياه جرينهاوس (بالإنجليزية: Isaiah Greenhouse)‏ هو لاعب كرة قدم أمريكية أمريكي، ولد في 15 يوليو 1987 في ماركسفيل في الولايات المتحدة.

## وصلات خارجية
- أيزاياه جرينهاوس على موقع مرجع كرة القدم المحترفة.كوم (الإنجليزية)